# 迪爾島 (馬里蘭州)
迪爾島（英語：Deal Island）是位於美國馬里蘭州薩默塞特縣的一個普查規定居民點。

## 人口
根據2020年美國人口普查的數據，迪爾島的面積為13.91平方千米，當中陸地面積為7.85平方千米，而水域面積為6.05平方千米。當地共有人口375人，而人口密度為每平方千米26.96人。